# Simone Jatobá
Simone Gomes Jatobá (Maringá, 10 de fevereiro de 1981) é uma treinadora ex-futebolista brasileira. Atualmente é treinadora da Seleção Brasileira de Futebol Feminino Sub-17.

## Carreira
Simone Jatobá iniciou no futebol em 1994, com 12 anos de idade, como ponta-direita no Paraná Clube. Logo, transferiu-se para o São Paulo, onde inicialmente atuou como atacante, sendo posteriormente deslocada para a lateral. Também atuou no Rayo Vallecano, da Espanha.
Nos Jogos Olímpicos de Sydney em 2000, Simone recebeu sua primeira convocação para defender a Seleção Brasileira, nessa edição o time ficou com a quarta colocação. Logo após, nos Jogos Olímpicos de Verão de 2008 em Pequim, conquistou a medalha de prata.
Jogou as Copas do Mundo FIFA de Futebol Feminino de 2000 e 2007. 